# Karl Eduard Vehse
Karl Eduard Vehse (né le 18 décembre 1802 à Freiberg et mort le 18 juin 1870 à Striesen) est un historien et archiviste saxon.

## Biographie
Karl Eduard Vehse suit d'abord des cours à l'école des mines de Freiberg, puis étudie l'histoire et le droit à Leipzig et à Göttingen. En 1825, il obtient son doctorat à Leipzig. En 1825, il obtient un poste d'archiviste aux Archives d'État de Dresde, émigre en novembre 1838 dans le cadre du "mouvement d'émigration des luthériens saxons" (mouvement de renouveau) sous Martin Stephan via Brême et la Nouvelle-Orléans vers le comté de Perry. Déçu par les luttes de pouvoir au sein de la nouvelle communauté d'émigrants saxons du comté de Perry, il part le 16 décembre 1839 du Missouri et retourne dans les états allemands. Après de nombreux voyages, il s'installe à Berlin en 1843 en tant qu'historien indépendant. Après six mois de prison pour activité d'opposition démocratique, il émigre à nouveau, d'abord en Suisse, puis en Italie de 1857 à 1862. Un an après son retour en Saxe, il meurt, aveugle, le 18 juin 1870 à Striesen près de Dresde. Sa tombe au cimetière de la Sainte-Trinité de Dresde (de) n'a pas survécu.
Entre 1851 et 1858, Hoffmann und Campe publient à Hambourg son ouvrage principal, Geschichte der deutschen Höfe seit der Reformation, en 48 volumes. Le travail scientifique populaire est applaudi par le grand public pendant la période de réaction. Vehse y a répandu quantité d'anecdotes et de scandales. Il est interdit en Saxe en 1858. En janvier 1856, il est condamné à six mois de prison envers le duc Guillaume de Mecklembourg, qui y est présenté comme le prince Schnaps.
Depuis lors, des parties individuelles sont apparues, souvent éditées, encore et encore, comme en 2011 par Anaconda Verlag (de) à Cologne.

## Œuvres (sélection)
- De pacto confraternitalis Saxo-Hassiacae. Breitkopf-Härtel, Leipzig 1825. MDZ Reader
- Das Leben und die Zeiten Kaiser Otto’s des Großen aus dem alten Hause Sachsen. Ein historischer Versuch. Hilscher, Dresden 1829. Digitalisat
- Kaiser Otto der Große aus dem alten Hause Sachsen und sein Zeitalter. Birr & Nauwerk, Zittau & Leipzig 1835. Digitalisat
- Tafeln der Geschichte. Die Hauptmomente der äußern politischen Verhältnisse und des innern geistigen Entwicklungsgangs der Völker und Staaten alter und neuer Welt; in chronologischer und ethnographischer Ordnung . Grimmer, Dresden 1834.
- Die Stephan’sche Auswanderung nach Amerika. Mit Actenstücken. Verlagsexpedition des Dresdner Wochenblattes, Dresden 1840. Digitalisat SLUB Dresen
- Die Weltgeschichte aus dem Standpunkte der Cultur und der nationalen Charakteristik. 41 Vorlesungen im Winterhalbjahr 1841/42 gehalten zu Dresden. 2 Bände. Dresden 1842. MDZ Reader (1. Band)MDZ Reader (2. Band)
- Shakespeare als Protestant, Politiker, Psycholog und Dichter. 2 Bände. Hoffmann und Campe, Hamburg 1851, 2 Bände, Digitalisat Band 1 MDZ Reader 2. Band
- Die Türken vor Wien und die Unruhen in Ungarn unter Leopold I. 1657–1705. Dietz, Leipzig 1852 MDZ Reader
- Geschichte der deutschen Höfe seit der Reformation (Hamburg 1851–1858, 48 Bände, Übersicht der Digitalisate)

Publié à titre posthume :
- Friedrich Wilhelm I. und Friedrich der Große als Kronprinz. Eine intime Geschichte des Berliner Hofes in den Jahren 1713 bis 1740. 2 Bände. Franckh, Stuttgart 1902 Staatsbibliothek Berlin Band 2
- Bayerische Hofgeschichten Hrsg. von Joachim Delbrück. Müller, München 1922.
- Badische und hessische Hofgeschichten. Mit Anmerkungen und einem Nachwort von Joachim Delbrück, hrsg. von Heinrich Conrad (de). Georg Müller, München 1922.